# Nymphopsis bathursti
Nymphopsis bathursti is een zeespin uit de familie Ammotheidae. De soort behoort tot het geslacht Nymphopsis. Nymphopsis bathursti werd in 1940 voor het eerst wetenschappelijk beschreven door Williams. 